# 9271 Trimble
A 9271 Trimble (ideiglenes jelöléssel (9271) 1978 VT8) a Naprendszer kisbolygóövében található aszteroida. Eleanor F. Helin és Schelte J. Bus fedezte fel 1978. november 7-én.